# Yves Rome
Pour les articles homonymes, voir Rome (homonymie).
Yves Rome, né le 25 avril 1950 à Marvejols (Lozère), est un homme politique français, membre du Parti socialiste. Il est élu député (juin 1997– juin 2002) puis sénateur (octobre 2011- octobre 2017) de l'Oise.

## Biographie

### Famille
Yves Rome s'est marié en 2001 à Isabelle Lonvis-Rome, magistrate, nommée en mai 2022 ministre déléguée chargée de l'Égalité entre les femmes et les hommes, de la Diversité et de l'Égalité des chances au sein du gouvernement Élisabeth Borne,. Ils sont depuis divorcés.

### Carrière professionnelle
Yves Rome s'installe dans l'Oise en 1972. Il exerce comme professeur de lettres-histoire au collège de Froissy jusque 1982. 
De 1982 à 1997, il travaille sur des missions d’ingénierie pédagogique en tant que conseiller en formation continue pour adultes au groupement d'établissements publics d'enseignement (GRETA) de Beauvais.

### Carrière politique
Il parraine Emmanuel Macron, le candidat d'En marche pour l'élection présidentielle 2017.
Dans un article intitulé "Un sénateur boulimique", Le Canard Enchaîné le dépeint comme un des hommes politiques les plus cumulards de la Ve République.

#### Mandats locaux
Yves Rome entre au conseil municipal de Bailleul-sur-Thérain en 1977, puis est élu maire de la commune en 1989. Il conserve ce mandat jusqu'en 2004, où il devient premier adjoint au maire. Jusqu’en 2004, il exerce la fonction de vice-président de l’Union des maires de l’Oise. En 1997, Yves Rome fonde la Communauté de communes rurales du Beauvaisis, qu’il a présidée jusque 2014.
Yves Rome est conseiller général du canton de Nivillers entre 1988 et 2015.

#### Mandats nationaux
Yves Rome est élu député de la première circonscription de l'Oise en 1997 et siège à la commission des affaires culturelles et sociales.
Yves Rome, tête de liste de l’union des forces de gauche « Pour des territoires solidaires », est élu sénateur de l’Oise le 25 septembre 2011. Il siège à la commission Développement durable, infrastructures, équipement, et aménagement du territoire. En octobre 2014, il rejoint la Commission des affaires économiques.
Yves Rome est élu président de l'Association des villes et collectivités pour les communications électroniques et l'audiovisuel (Avicca) entre 2008 et 2015. Il a présidé la Conférence nationale des services d'incendie et de secours (CNSIS) entre 2011 et 2015.

### Mandats

#### Mandats locaux
Conseil général de l'Oise
- Octobre 1988-29 mars 2015 : conseiller général du canton de Nivillers
- Avril 2004-22 avril 2015 : Président du conseil général de l'Oise

Mairie de Bailleul-sur-Thérain
- Mars 1989-avril 2004 : maire de Bailleul-sur-Thérain
- Avril 2004-2014 : 1er adjoint au maire de Bailleul-sur-Thérain

Mandats intercommunaux
- 1997-2014 : Président de la Communauté de communes rurales du Beauvaisis

#### Mandats nationaux
Mandats parlementaires
- Depuis septembre 2011 : sénateur de l'Oise, membre de la Commission des affaires économiques
- Juin 1997–juin 2002 : député de la première circonscription de l’Oise

Assemblée des départements de France
- 2004-2015 : membre du Bureau

Association des villes et collectivités pour les communications électroniques et l'audiovisuel
- 2008-2015 : Président

Conférence nationale des services d'incendie et de secours
- 2011-2015 : Président
- 2008-2011 : vice-président

### Fonctions politiques
- 1985-1993 : premier secrétaire fédéral de l'Oise
- Depuis 1993 : Président de l'Union départementale des élus socialistes et républicains
- Jusque 2004 : Vice-président de l'Union des maires de l’Oise
- 2004-2015 : membre du bureau de l'Association des départements de France (ADF)